# Simulium virgatum
Simulium virgatum är en tvåvingeart som beskrevs av Daniel William Coquillett 1902. Simulium virgatum ingår i släktet Simulium och familjen knott. Inga underarter finns listade i Catalogue of Life.